# Dermestinae
Dermestinae (лат.) — подсемейство жесткокрылых насекомых семейства кожеедов.

## Описание
Кожееды в длину превышают 6 мм. Лоб без глазка. Передние тазики сомкнутые, отросток переднегруди не простирается за передние тазики, среднегрудь впереди килевидная.

## Классификация
В подсемейство включают роды:
- Derbyana
- Dermestes
- Mariouta
- Rhopalosilpha